# Baeacris penianus
Baeacris penianus är en insektsart som först beskrevs av Ronderos 1992.  Baeacris penianus ingår i släktet Baeacris och familjen gräshoppor. Inga underarter finns listade i Catalogue of Life.